# Vojenská diktatura v Ekvádoru
Vojenská diktatura v Ekvádoru je označení pro politicky a ekonomicky nestabilní období dějin Ekvádoru, ve kterém docházelo k častým vojenským státním převratům a vládám vojenské junty a diktátorů. Toto období je datováno mezi roky 1960 a 1979 a je spojeno s pětinásobným prezidentem José Maríou Velascem Ibarrou. Ten se několikrát pokusil chopit diktátorských pravomocí a nastolit autoritářský režim. V několika případech byl svržen armádou a podařilo se mu dokončit jen jedno z jeho pěti funkčních období. V letech 1963 až 1966 a 1972 až 1979 došlo k vládám vojenských junt.

## Pozadí
V roce 1934 byl poprvé zvolen prezidentem José María Velasco Ibarra. Během svého mandátu navazoval obchodní a diplomatické vztahy se zeměmi Latinské Ameriky a soustředil se na programy veřejných prací, které by zajistily obyvatelům země stálý příjem. Nicméně s jeho politikami nesouhlasil parlament, což ho přimělo pokusit se o uzurpování autoritářských pravomocí. Již v roce 1935 byl proto svržen armádou a vyhnán do exilu v Kolumbii. Roku 1940 se znovu pokusil stát prezidentem Ekvádoru, ale ve volbách byl poražen. S prohrou se nesmířil a začal plánovat převrat se skupinou příslušníků letectva. Nicméně plán převratu byl odhalen, Velasco Ibarra byl zatčen a následně znovu vyhoštěn ze země. 
Roku 1941 se odehrála ekvádorsko-peruánská válka o sporné hraniční území. Ta vyústila v peruánskou okupaci jihu Ekvádoru, která trvala až do podepsání protokolu z Ria v roce 1942. Ekvádor se musel vzdát nároku na sporné území a následně peruánské vojsko opustilo Ekvádor. Vojenská porážka demoralizovala obyvatele Ekvádoru a vytvořila spor mezi složkami armády. Nestability využil opět Velasco Ibarra, který se začal populisticky prezentovat coby nezkorumpovaný nadstranický kandidát, který vrátí zemi slávu. V květnu 1944 proběhla tzv. slavná revoluce, na jejímž konci byl Velasco Ibarra jmenován nejvyšším náčelníkem země a později konstitučním prezidentem.
V březnu 1946 Velasco Ibarra s pomocí konzervativců provedl sebepuč, pozastavil platnost ústavy a stal se diktátorem. Okamžitě zahájil perzekuci levice a cenzuru levicového tisku. Nicméně již v srpnu 1947 byl opět svržen v armádním puči. V roce 1952 Velasco Ibarra znovu kandidoval na prezidenta a znovu vyhrál, čímž započal již své třetí funkční období. Tentokrát vydržel celé období, během kterého došlo k rozvoji země. Byly stavěny školy i infrastruktura.
V roce 1960 kandidoval znovu a vyhrál i tentokrát. Nastoupil do čtvrtého funkčního období, které zahájil anulováním protokolu z Ria z roku 1942, čímž znovu rozdmýchal územní spor s Peru. Nicméně v listopadu 1961 byl znovu svržen v dalším z mnoha vojenských pučů.
Poté co Velasco Ibarra v roce 1960 vyhrál prezidentské volby, okamžitě začala politická nestabilita. Úřadujícího prezidenta Camila Ponceho Enríqueze natolik pobouřila štvavá kampaň, kterou Velasco Ibarra během voleb rozpoutal, že raději den před předáním funkce rezignoval, aby se nemusel účastnit inaugurace nového prezidenta. Velasco Ibarra znovu vsadil na populismus a slíbil rozsáhlé sociální programy. Dostal se tak k moci s obdivem mas, ale zatížil se nákladnými závazky vůči chudým v době, kdy se deficit ve státní pokladně blížil kritické úrovně. Navíc ohrožoval nestabilní ekonomiku Ekvádoru vyhlášením nepřátelství proti Peru a garantům protokolu z Ria, konkrétně Argentině, Brazílii, Chile a Spojeným státům.
Velasco, který po kubánské revoluci vycítil příležitost, zesílil svou protiamerickou rétoriku a do své vlády zahrnul i příslušníky levice. Spojené státy mezitím povzbuzovaly latinskoamerické vlády k přerušení diplomatických vztahů s Kubou. Zanedlouho se rozšiřující se politická polarizace Ekvádoru projevila v propuknutí násilí mezi levicovými studenty a protikomunistickou pravicí. Nicméně prezident se brzy rohádal se všemi, včetně levice. Řada nových daní z obratu zavedených s cílem získat zoufale potřebné příjmy poté vyvolala generální stávku a sérii demonstrací a nepokojů v několika velkých městech. Uprostřed rostoucího chaosu Velasco nařídil zatčení svého levicového viceprezidenta Carlose Julia Arosemeny Monroye, což ho vystavilo obvinění z porušení ústavy. 
V roce 1961 byl Velasco Ibarra svržen ve vojenském převratu. Armáda následně předala moc viceprezidentovi Carlosu Juliovi Arosemenovi Monroyovi. Jeho naléhání na udržování vztahů s Kubou se však stalo v Ekvádoru hlavním vnitropolitickým problémem. Političtí oponenti označili Arosemenu za nebezpečného komunistu a část armády se v březnu 1962 pustila do otevřené vzpoury. Následující měsíc Ekvádor přerušil diplomatické vztahy s Kubou, Polskem a Československem. Krize ohledně Kuby se ukázala pro Arosemenovo politické přežití zásadní, protože ztratil nejen velkou část své politické podpory, ale také sebevědomí potřebné k vlastní, nezávislé politice. Poté již jeho vláda upadala.
V téže době se v pobřežní džungli země objevilo malé partyzánského hnutí a proběhla série menších teroristických incidentů (z nichž mnohé byly později zjištěny jako zinscenované pravicově orientovanými provokatéry). To také vystavilo Arosemenu obviněním z neschopnosti nebo neochoty zastavit komunistickou podvratnou činnost. Počátkem roku 1963 se opět rozpoutalo vojenské spiknutí. V červenci 1963 se vrchní velení ozbrojených sil rozhodlo Arosemenu sesadit.

## Historie

### Vláda vojenské junty (1963–1966)
Čtyřčlenná vojenská junta, která se v roce 1963 chopila moci, oznámila svůj záměr nevrátit národ k ústavní vládě, dokud nebudou zavedeny základní socioekonomické reformy, které Velasco i Arosemena slíbili, ale nikdy neprovedli. Junta se domnívala, že toto selhání jejich dvou civilních předchůdců se stalo zdrojem rostoucí frustrace v nižších vrstvách, a tím je učinilo vnímavějšími k vábení komunismu. Junta spojila svůj reformní antikomunismus s tradičnější variantou tvrdé linie. Poté, co uvěznila nebo vyhnala celé vedení komunistické levice, nová vláda reorganizovala dvě přední univerzity v zemi ve snaze je eliminovat jako zdroje levicové politické aktivity.
V červenci 1964 junta vydala zákon o agrární reformě, a to na první výročí svého převzetí moci. Zákon zrušil systém huasipungo, feudální uspořádání vlastnictví půdy široce používané v pohoří Sierra. Zákon však vedl jen k malému zlepšení života trpících rolníků v Sierra Nevada a za následných civilních vlád jim chyběly finanční prostředky.
V roce 1965 zaznamenal Ekvádor dramatický pokles příjmů z vývozu banánů a navzdory štědré rozvojové pomoci od vlády Spojených států a Meziamerické rozvojové banky čelila junta hospodářské krizi. Oznámení o zvýšení dovozních daní vyvolalo odpor vlivné Obchodní komory v Guayaquilu, která v březnu vyzvala ke generální stávce. Dlouho nespokojené studentské skupiny a odbory se k protestu, který se rychle rozšířil do dalších měst, připojily. V březnu 1966, po krvavém a demoralizujícím útoku na Centrální univerzitu v Quitu, vojenská junta odstoupila.

### José María Velasco Ibarra (1968–1972)

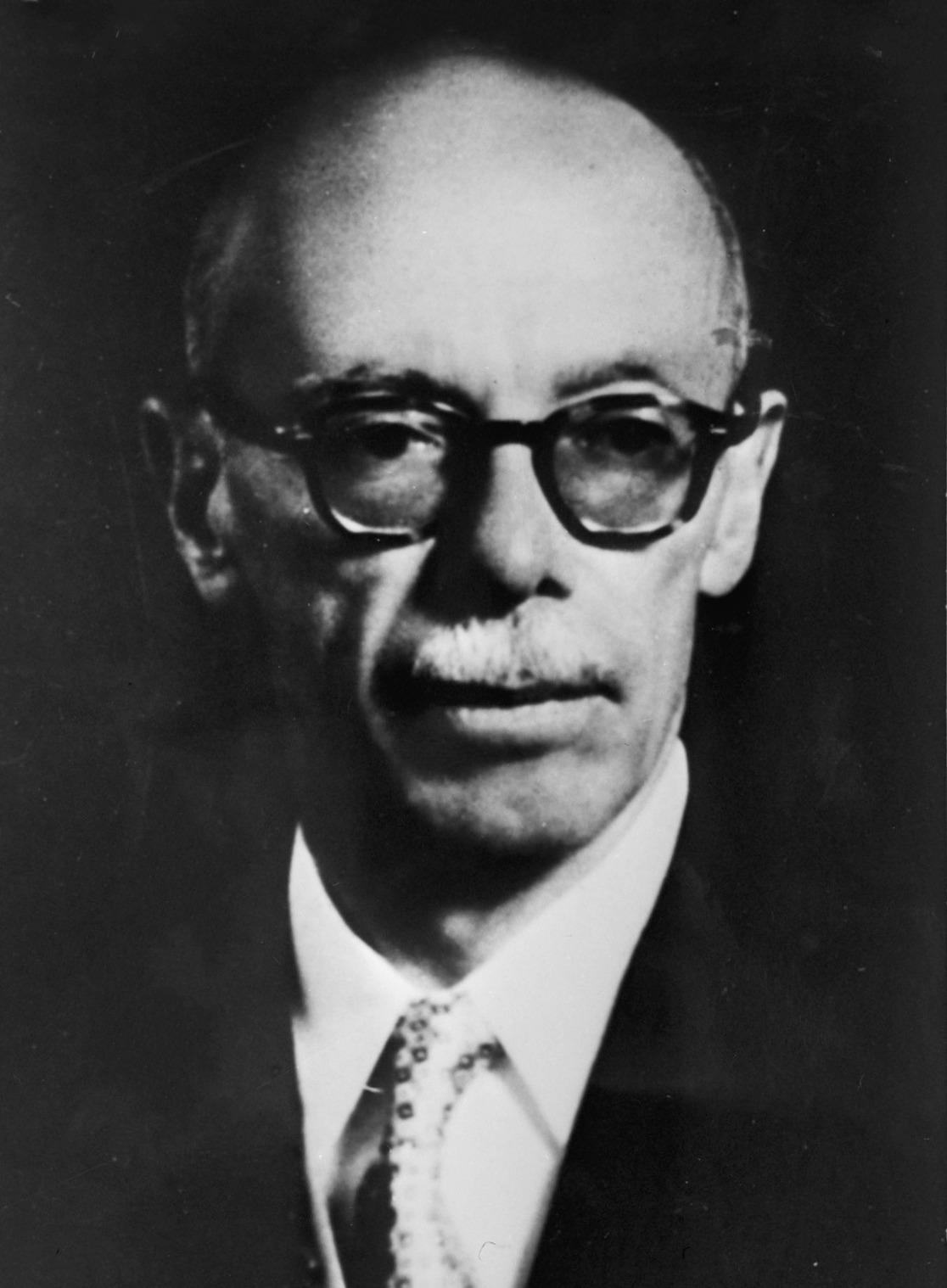
Pětinásobný prezident Ekvádoru José María Velasco Ibarra (1973)

Mezi březnem 1966 a červnem 1968 vládla prozatímní konstituční vláda. V červnu 1968 se konaly prezdientské volby, ve kterých překvapivě opět vyhrál José María Velasco Ibarra. Nicméně si nedokázal vybudovat žádnou funkční koalici v roztříštěném parlamentu. Situace byla tak kritická, že prezidenta hlasitě kritizoval i vlastní viceprezident. Politickou krizi navíc prohlubovala ekonomická krize. V červnu 1970 Velasco Ibarra rozpustil parlament a nejvyšší soud. V události, která byla označena za autogolpe (sebepuč), se chopil autoritářské moci a stal se diktátorem.
Velasco následně vydal řadu nepopulárních ekonomických opatření. Poté, co poprvé od roku 1961 devalvoval sucre, zavedl přísné kontroly devizových transakcí a poté vydal řadu nových daňových opatření, z nichž nejkontroverznější znamenalo značné zvýšení dovozních cel. Velasco se také pokusil kompenzovat svou ztracenou prestiž tím, že kritizoval Spojené státy, zabavil a pokutoval americké rybářské lodě nalezené do 200 námořních mil (370 km) od ekvádorského pobřeží. Ekvádor ze země vypověděl vojenské poradce Spojených států a ty v odvetě stáhly téměř veškerou ekonomickou a vojenskou pomoc Ekvádoru.
Dne 15. února 1972, čtyři měsíce před plánovanými volbami, armáda opět svrhla Velasca, který byl poslán do svého posledního exilu. Nahradila ho tříčlenná vojenská junta v čele s náčelníkem generálního štábu armády, generálem Guillermem Rodríguezem Larou.

### Vláda vojenské junty (1972–1979)

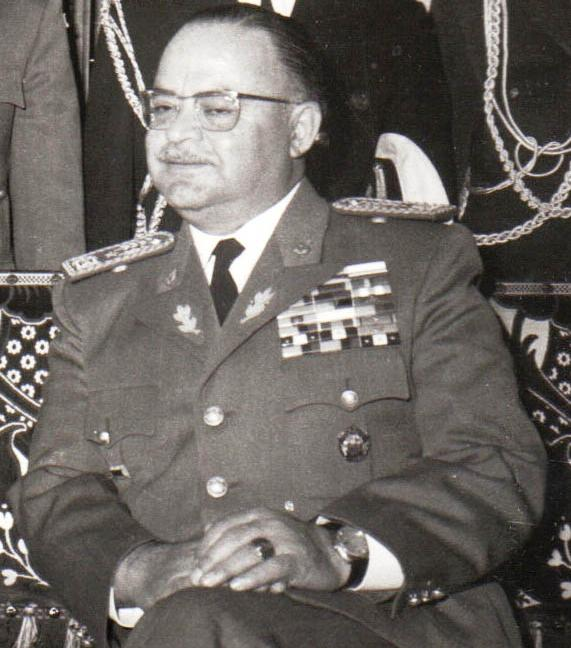
Generál Guillermo Rodríguez Lara prezidentem (1973)

Vojenský režim se označoval za „nacionalistický a revoluční“, ale známé vazby Rodrígueze Lary na guayaquilskou podnikatelskou komunitu signalizovaly zklamání pro ty, kteří očekávali, že bude vést progresivní vojenský režim, jaký v té době vládl v Peru. Brzy se ukázalo, že ideologicky byl režim generála Guillerma Rodrígueze Lary hybridem, odrážejícím křehkou rovnováhu mezi velmi odlišnými politickými tendencemi v ekvádorských ozbrojených silách. Nicméně, stejně jako tehdejší peruánský a brazilský režim, byl režim Rodrígueze Lary spíše dlouhodobým projektem zaměřeným na zavedení strukturálních změn, které byly považovány za nezbytné k uvolnění procesu rozvoje.
Jeho režim kladl zpočátku důraz na kampaň, jejímž cílem bylo jednak získat pevnou kontrolu nad ropnými zdroji země a jednak upevnit politickou autoritu vlády. Několik bývalých politických vůdců, včetně bývalého prezidenta Otta Arosemeny, bylo souzeno za korupci v souvislosti s ropnými koncesemi udělenými v 60. letech. Kromě toho byl z korupce a „nezákonného obohacování“ obviněn velký počet funkcionářů Velascovy vlády, Bucaramových stoupenců, ale i obchodníků s drogami, legitimních dovozců a celníků. Ačkoli vojenský režim od začátku útočil na své hlavní odpůrce, nedokázal si vybudovat vlastní civilní základnu politické podpory.
Ropná politika byla hlavním nástrojem režimu a jeho nejsilnější projev nacionalismu. Ministr přírodních zdrojů Gustavo Jarrín Ampudia předsedal vstupu Ekvádoru do Organizace zemí vyvážejících ropu (OPEC) v roce 1973 se vší s tím spojenou prestiží a ekonomickými výhodami. Byl také zodpovědný za opětovné projednání řady ropných koncesí Ekvádoru, včetně klíčové koncese Texaco-Gulf v Oriente, za podmínek mnohem výhodnějších pro stát, jako bylo podstatné zvýšení licenčních poplatků placených zahraničními firmami a daňové sazby, kterou platí z vývozu ropy. Toto úsilí bylo zpočátku úspěšné a umožnilo vládě ponechat si větší podíl ekvádorských příjmů z ropy.
Umírněnost ropné politiky režimu však nevedla k očekávanému řešení narůstajících ekonomických problémů. Vývoz ropy vzrostl jen mírně, zatímco dovoz, zejména luxusního zboží, nadále prudce rostl, čemuž napomáhala politika nízkých cel, která měla absorbovat příjmy z ropy a tím kontrolovat inflaci. Inflace, která v roce 1974 přesáhla 22 % a rychle snižovala reálnou hodnotu mezd ve střední třídě.
V srpnu, ve snaze vyřešit své potíže s platební bilancí, režim zavedl 60% clo na dovážené luxusní zboží. Toto opatření odsoudily obchodní komory v Quitu a Guayaquilu, jejichž voliči se stali závislými na prodeji dovozu, a o týden později vedlo ke krvavému pokusu o svržení Rodrígueze Lary vedenému předsedou Sboru náčelníků štábů, generálem Raúlem Gonzálezem Alvearem. Ačkoli tento pokus o převrat selhal, dne 11. ledna 1976 se podařilo provést druhý, nekrvavý převrat, který Rodrígueze Laru svrhl. Nahradila ho Nejvyšší rada vlády složená z velitelů tří ozbrojených složek: Alfreda Povedy (námořnictvo), Luise Leora (letectvo) a Guillerma Durána (armáda).
Prakticky jediným bodem programu nového vojenského triumvirátu bylo předsedat návratu vlády k ústavní, civilní vládě. Původní harmonogram, oznámený v červnu 1976, počítal s přechodem, který měl vyvrcholit prezidentskými volbami v únoru 1978. Předání moci bylo však opakovaně zpomalováno a nakonec místo původně plánovaných necelých dvou let uplynuly mezi převratem v roce 1976 a inaugurací civilního prezidenta tři roky a osm měsíců. V tomto období se junta přidala k jihoamerické operaci Kondor, během které zapojené vojenské diktatury koordinovaly svůj postup proti levicové opozici.
Ve volbách byl v roce 1979 zvolen Jaime Roldós Aguilera, který bojoval za dodržování lidských práv. Tím začal kritizovat jihoamrické vojenské diktatury té doby, které podporovaly Spojené státy americké. To vedlo k slabým diplomatikcým vztahům s administrativou Ronalda Reagana. Roldós Aguilera zemřel v květnu 1981 při letecké havárii za nevyjasněných okolností.